# Gajah (Baureno)
Gajah is een bestuurslaag in het regentschap Bojonegoro van de provincie Oost-Java, Indonesië. Gajah telt 3531 inwoners (volkstelling 2010).